# رينيه شاموسي
كان رينيه شاموسي (15 كانون الأول 1936 - 27 تشرين الأول 2016) كاهنًا يسوعيًا فرنسيًا لبنانيًا ومسؤولًا أكاديميًا. وقام بتأليف عدة كتب عن لبنان وشغل منصب رئيس جامعة القديس يوسف في بيروت لبنان من الأعوام 2003 إلى 2012.

## النشأة
ولد شاموسي في 15 كانون الأول عام 1936 في ليون في  فرنسا،  وانضم إلى الرهبنة اليسوعية في عام 1956 وهو في سن العشرين.
تخرج شاموسي من جامعة باريس حيث حصل على درجة البكالوريوس في الآداب في اللغة الفرنسية واللاتينية واليونانية والإنجليزية في عام 1959، وجامعة ليون حيث حصل على شهادة في علم اللاهوت في عام 1969. هاجر إلى لبنان في عام 1969 وأصبح مواطناً لبنانياً في عام 2012. 

## الحياة المهنية

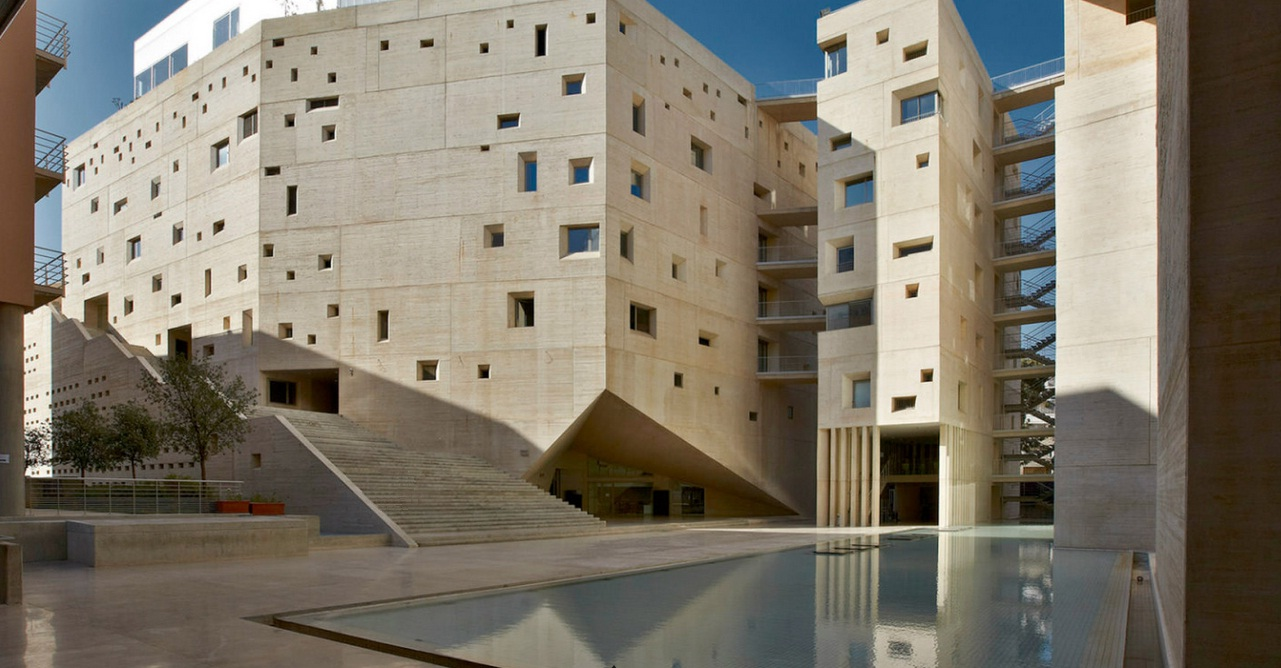
جامعة القديس يوسف.

درس شاموسي في مدرسة سيدة الجمهور في بيروت في السبعينيات، والتحق بجامعة القديس يوسف في بيروت عام 1977. شغل منصب مدير معهد اللغة والترجمة من 1989 إلى 1995، وعميد كلية الآداب والعلوم من 1995 إلى 2000، ونائب مدير الموارد البشرية من 2000 إلى 2003، ثم شغل منصب رئيس الجامعة من عام 2003 إلى عام 2012 وشغل منصب رئيس مجلس إدارة شركة المنح القابضة Recherche et développement  من 2012 إلى 2016.
ألف شاموسي عدة كتب عن لبنان. تم استعراض كتابه الأول "Chronique d’une guerre  : Le Liban, 1975–1977" من قبل جون ب. إنتليس أستاذ العلوم السياسية بجامعة فوردهام في مجلة الشرق الأوسط ومن قبل المؤرخ الفرنسي جان بوبيروت في محفوظات العلوم الاجتماعية الأديان، وحصل شاموسي على جائزة من الرابطة الفرنسية اللبنانية عن ذلك. بالإضافة إلى ذلك، نشر العديد من المقالات في المجلات مثل La Civiltà Cattolica وÉtudes وThe Month وTravaux et jours.
تم تقليد شاموسي بوسام الاستحقاق الوطني في عام 2001، وحصل على وسام جوقة الشرف في عام 2007. تم منحه أيضًا وسام الاستحقاق المدني من قبل ملك إسبانيا في عام 2012. كما أنه أصبح قائد وسام إيزابيلا الكاثوليكي في عام 2012.
 

## الوفاة
توفي شاموسي في 27 تشرين الأول عام 2016 في بيروت في لبنان، وكان عمره آنذاك 79 عامًا. وأقيمت جنازته في كنيسة القديس يوسف في الأشرفية.

## المؤلفات
·         رينيه شاموسي (1978). Chronique d'une guerre : Liban 1975–1977. Paris: Desclée. ISBN 9782718901190. OCLC 5434954.
·         رينيه شاموسي (1984). Liban 1984 : d'un plan de sécurité à l'autre. Beirut: Université Saint-Joseph. OCLC 165419408.
·         رينيه شاموسي (1986). Le temps des milices : Liban 1985. Beirut: Université Saint-Joseph. OCLC 715733684.
·         رينيه شاموسي (1986). La chute : Liban 1986. Beirut: Université Saint-Joseph. OCLC 715733724.
·         رينيه شاموسي (1988). Le verrouillage : Liban 1987. Beirut: Université Saint-Joseph. OCLC 715733778.
·         رينيه شاموسي (2005). Les sept piliers de l'excellence. Beirut: Université Saint-Joseph. OCLC 829329603.
·         رينيه شاموسي (2006). Les étudiants. Beirut: Université Saint-Joseph. OCLC 517412513.
·         رينيه شاموسي (2007). Communauté universitaire et société. Beirut: Université Saint Joseph. OCLC 949133733.
·         Buccianti-Barakat, Liliane; Chamussy, René (2012). Le Liban : géographie d'un pays paradoxal. Paris: Belin. ISBN 9782701162430. OCLC 796206723.